# 中村三郎
中村 三郎（なかむら さぶろう、1912年7月3日 - 没年不明[戦死]）は、長野県出身のプロ野球選手。ポジションは投手、内野手。

## 来歴・人物
諏訪蚕糸学校（現・長野県岡谷工業高等学校）在学中に、甲子園に2回出場（春1回〔1930年〕、夏1回〔1930年〕）。1930年春の大会では、優秀選手賞を受賞。そして、最後の出場となった1930年夏の大会では準優勝投手に輝いた。長野県きってのNo.1投手との誉れ高く、その後明治大学やノンプロの諏訪紡績でも活躍した。
1937年に大東京へ入団。プロ野球入団後は内野手に転向し、「三振か長打か」の荒削りなバッティングで人気を博した。同年春季シーズンで喫した46三振は、リーグ最多三振記録（1939年に佐藤武夫〈東京セネタース〉が56三振をマークするまではプロ野球記録でもあった）。春季シーズン終了後、1度目の応召。チーム名がライオンに変更した1938年に帰還し、秋季シーズンより復帰した。大東京～ライオン時代、親会社の共同印刷の専務だった大橋松雄は、地方遠征などでヒット1本打つごとに50銭の賞金を出していて、中村はよくこの賞金（通称ゲッポー【月俸】）を稼いでいたので、ゲッポーとあだ名がついた逸話も残っている。
1939年に名古屋軍へ移籍。「投手三本柱」と呼ばれた、松尾幸造,村松幸雄,西沢道夫が相次いで故障し、先発ローテーションでは繁里栄しか残っていなかったため、大沢清と共に野手から投手へ急遽登板することになった。実は前年の従軍時に
北京の陣内で開かれた軍隊対抗野球試合で投手として登板し、4試合連続勝利で優勝したことがあり、その実績を買われてマウンドに立つことになった。全盛期の球威はなくなっていたが、9試合登板し、3完投、2勝3敗、防御率4.40の記録を残した。また、名古屋では内野のユーティリティプレイヤーとしても活躍した。
1940年11月28日に2度目の応召。翌日の金鯱戦（後楽園球場）が最後の出場になった。この試合で本塁打を放ち、有終の美を飾った。鈴木龍二は自著で当時について、「中村が召集令を知らされたのは、長野の旅館であった。犀北館という旅館で夕食をとっているとき「中村さん電話です」と呼び出された。その電話が赤紙、つまり召集令状が来たという知らせであった。その夜は送別会になった。翌日、名古屋との試合に出場した中村は、ホームランを打った。中村はホームランを打つバッターではなかった。その中村がホームランを打って大活躍をした。そうして郷里の諏訪へ帰っていった。」と記している。
その後プロ野球界に復帰することはかなわず、ノモンハン（ノムンハーネイ・ブルド・オボーのこと。ノモンハン事件とは無関係。）で戦死した（没年月日は不明）。東京ドーム敷地内にある鎮魂の碑に、彼の名前が刻まれている。

## 詳細情報

### 年度別打撃成績
| 年 度     | 球 団           | 試 合 | 打 席 | 打 数 | 得 点 | 安 打 | 二 塁 打 | 三 塁 打 | 本 塁 打 | 塁 打 | 打 点 | 盗 塁 | 盗 塁 死 | 犠 打 | 犠 飛 | 四 球 | 敬 遠 | 死 球 | 三 振 | 併 殺 打 | 打 率 | 出 塁 率 | 長 打 率 | O P S |
| --------- | --------------- | ----- | ----- | ----- | ----- | ----- | -------- | -------- | -------- | ----- | ----- | ----- | -------- | ----- | ----- | ----- | ----- | ----- | ----- | -------- | ----- | -------- | -------- | ----- |
| 1937春    | 大東京 ライオン | 55    | 227   | 207   | 14    | 43    | 7        | 4        | 3        | 67    | 26    | 3     | --       | 2     | --    | 17    | --    | 1     | 46    | --       | .208  | .271     | .324     | .595  |
| 1938秋    | 大東京 ライオン | 31    | 112   | 91    | 11    | 18    | 2        | 0        | 2        | 26    | 10    | 1     | --       | 1     | --    | 18    | --    | 2     | 18    | --       | .198  | .342     | .286     | .628  |
| 1939      | 名古屋          | 89    | 321   | 283   | 21    | 55    | 13       | 1        | 4        | 82    | 27    | 5     | --       | 3     | 1     | 33    | --    | 1     | 53    | --       | .194  | .280     | .290     | .570  |
| 1940      | 名古屋          | 101   | 394   | 346   | 36    | 66    | 7        | 9        | 2        | 97    | 33    | 4     | --       | 4     | 4     | 39    | --    | 1     | 68    | --       | .191  | .272     | .280     | .552  |
| 通算：4年 | 通算：4年       | 276   | 1054  | 927   | 82    | 182   | 29       | 14       | 11       | 272   | 96    | 13    | --       | 10    | 5     | 107   | --    | 5     | 185   | --       | .196  | .282     | .293     | .575  |

- 各年度の太字はリーグ最高
- 大東京軍は、1937年秋にライオン軍に球団名を変更

### 年度別投手成績
| 年 度     | 球 団     | 登 板 | 先 発 | 完 投 | 完 封 | 無 四 球 | 勝 利 | 敗 戦 | セ 丨 ブ | ホ 丨 ル ド | 勝 率 | 打 者 | 投 球 回 | 被 安 打 | 被 本 塁 打 | 与 四 球 | 敬 遠 | 与 死 球 | 奪 三 振 | 暴 投 | ボ 丨 ク | 失 点 | 自 責 点 | 防 御 率 | W H I P |
| --------- | --------- | ----- | ----- | ----- | ----- | -------- | ----- | ----- | -------- | ----------- | ----- | ----- | -------- | -------- | ----------- | -------- | ----- | -------- | -------- | ----- | -------- | ----- | -------- | -------- | ------- |
| 1939      | 名古屋    | 9     | 4     | 3     | 0     | 0        | 2     | 3     | --       | --          | .400  | 219   | 47.0     | 57       | 0           | 26       | --    | 2        | 15       | 0     | 1        | 29    | 23       | 4.40     | 1.77    |
| 通算：1年 | 通算：1年 | 9     | 4     | 3     | 0     | 0        | 2     | 3     | --       | --          | .400  | 219   | 47.0     | 57       | 0           | 26       | --    | 2        | 15       | 0     | 1        | 29    | 23       | 4.40     | 1.77    |

### 背番号
- 7 （1937年春）[10]
- 4 （1938年秋）[11]
- 16 （1939年 - 1940年）[12]